# Congrés de Periodistes Catalans
El Congrés de Periodistes Catalans fou la trobada de professionals de la informació catalans iniciada el 1979. Amb una forta crisi de la premsa com a context, el primer Congrés demanà la intervenció pública per ajudar el sector català i reclamava la competència exclusiva en comunicació per a la Generalitat de Catalunya i el control parlamentari dels mitjans públics. La segona edició, celebrada el mes d'octubre de 1992, va representar la posada en marxa del codi deontològic. El III Congrés de Periodistes Catalans tingué lloc el 29, 30 de novembre i 1 de desembre de 1996, mentre que la quarta edició se celebrà el desembre de 2000.